# 贾姆拜
贾姆拜（Jambai），是印度泰米尔纳德邦Erode县的一个城镇。总人口14999（2001年）。

## 人口
该地2001年总人口14999人，其中男性7701人，女性7298人；0—6岁人口1397人，其中男764人，女633人；识字率54.22%，其中男性为63.13%，女性为44.81%。